# Anders Paulrud
Anders Arne Michael Paulrud, född 14 maj 1951 i Karlskrona, död 6 januari 2008, var en svensk författare.
Paulrud debuterade 1994 med romanen Det regnar i Wimbledon. Förutom författare var han även kulturredaktör och skribent i Aftonbladet.
Han avled i lungcancer.

## Priser och utmärkelser
- 2003 – BMF-plaketten för Ett ögonblicks verk
- 2003 – Årets bok-Månadens boks litterära pris
- 2005 – De Nios Vinterpris
- 2006 – Wahlström & Widstrands litteraturpris